# Helga Blocksdorf
Helga Blocksdorf (* 1974 in Berlin) ist eine deutsche Architektin und Universitätsprofessorin.

## Werdegang
Helga Blocksdorf studierte Architektur an der Bauhaus-Universität Weimar und der UdK Berlin, u. a. bei Adolf Krischanitz. Anschließend arbeitete sie bei Volker Staab in Berlin und gründete 2000 mit Florence Girod und Catharina Förster die Berliner Künstlergruppe après-nous. 2013 gründete sie ein Architekturbüro in Berlin und wurde 2022 in den BDA berufen. Blocksdorf lehrte bei Ute Frank an der TU Berlin (2007–12), als Juniorprofessorin an der Bauhaus-Universität Weimar (2020–21) und seit 2021 als Professorin für Baukonstruktion an der TU Braunschweig.

## Werk
- Wohn- und Atelierhaus „Rosé“, Berlin-Rosenthal[6]
- Villa „Haka“, Karlsruhe
- „HE63“, Berlin-Neukölln
- „UL45/14“, Berlin-Niederschönhausen
- „3 Entrées“, Groß Fredenwalde
- „Haus Karlsruhe“
- 2019–21: Rieckshof Photo Studio[7]

## Preise und Auszeichnungen
- 2020: Architekturpreis Berlin[8]
- 2021: Shortlisted – DAM Preis für "Remise Rosé[9]
- 2024: Nominierung – Mies van der Rohe Preis für Rieckshof Photo Studio[10][11]